# Federico Álvarez
Federico «Fede» Álvarez (Montevideo, 9 de febrer de 1978) és un director de cinema i guionista uruguaià. És conegut principalment per haver dirigit el reboot d' Evil Dead i el thriller Don't Breathe.

## Carrera
Álvarez va rebre dos premis al festival Buenos Aires Rojo Sangre amb el seu curtmetratge El cojonudo (2006). Però la seva consagració li va arribar amb el curtmetratge de ciència-ficció ¡Ataque de pánico!, que el 2009 va rebre milions de visites a YouTube. Poc després va ser contractat per a refer aquesta filmació a Ghost House Pictures.
En 2013 se li va encomanar la direcció de la pel·lícula Evil Dead i d'una nova versió del joc Dante's Inferno.
El 2016 es va estrenar Don't Breathe, escrita i dirigida per Álvarez. Amb aquesta pel·lícula va guanyar en 2017 el Premi Saturn a la millor pel·lícula de terror.
És fill del periodista, escriptor i professor uruguaià Luciano Álvarez.

## Filmografia

### Curtmetratges
- Los pocillos (2001)
- El último Alevare (2003)
- El cojonudo (2005)
- ¡Ataque de pánico! (2009)

### Televisió
- From Dusk till Dawn: The Series (2014) Temporada 1, Episodi 8 "La Conquista"

### Llargmetratges
| Pel·lícula                   | Any  | Basada   | Director | Guionista | Productor | Altres                                                                      |  |
| ---------------------------- | ---- | -------- | -------- | --------- | --------- | --------------------------------------------------------------------------- |  |
| Evil Dead                    | 2013 | remake   | Sí       | Sí        | No        | També va escriure la cançó «Baby, little baby»                              |  |
| Don't Breathe                | 2016 | original | Sí       | Sí        | Sí        | Interpreta un solo de viola a la banda sonora                               |  |
| The Girl in the Spider's Web | 2018 | Llibre   | Sí       | Sí        | No        |                                                                             |  |
| Don't Breathe 2              | 2019 | original | No       | Sí        | Sí        |                                                                             |  |
| Chaos Walking                | 2021 | original | Sí       | No        | No        | Només reshoots (preses extra)                                               |  |
| Texas Chainsaw Massacre      | 2021 | reboot   | No       | Sí        | Sí        |                                                                             |  |
| Calls                        | 2021 | original | Sí       | Sí        | Sí        |                                                                             |  |
| Alien: Romulus               | 2024 | Reboot   | Sí       | Sí        | Sí        | Pel·lícula de la franquícia Alien, escrita per Ridley Scott, i Fede Álvarez |  |